# Bundesautobahn 565
La Bundesautobahn 565, abbreviata anche in A 565, è un'autostrada tedesca della lunghezza di 26 km che ha la funzione di tangenziale della città di Bonn.

## Percorso
| A 565 |           |                      |      |                |                |
| Tipo  | n° uscita | Indicazione          | km   | Corrispondenze | Strada europea |
|       | 1         | Dreieck Bonn Nordost | 0,0  |                |                |
|       | 2         | Bonn Beuel           | 1,9  |                |                |
|       | 3         | Bonn Auerberg        | 3,9  |                |                |
|       | 4         | Kreuz Bonn Nord      | 5,2  |                |                |
|       | 5         | Bonn Tannenbusch     | 5,6  |                |                |
|       | 6         | Bonn Endenich        | 7,2  |                |                |
|       | 7         | Bonn Poppelsdorf     | 7,9  |                |                |
|       | 8         | Bonn Lengsdorf       | 9,3  |                |                |
|       | 9         | Bonn Hardtberg       | 10,8 |                |                |
|       | 10        | Meckenheim Nord      | 17,5 |                |                |
|       | 11        | Merl                 | 19,7 |                |                |
|       | 12        | Kreuz Meckenheim     | 24,9 |                |                |
|       | 13        | Gelsdorf             | 25,8 |                |                |